# Sü Wej
Sü Wej (čínsky pchin-jinem Xú Wèi, znaky 徐渭, 1521–1593), byl čínský kaligraf, malíř, dramatik a básník mingského období.

## Jména
Sü Wej používal zdvořilostní jméno Wen-čchang (čínsky pchin-jinem Wéncháng, znaky zjednodušené 文长, tradiční 文長) a celou řadu pseudonymů, např. Čching-tcheng tao-š’ (čínsky pchin-jinem Qīngténg dàoshì, znaky 青藤道士), nebo Tchien-čch’ šan-žen (čínsky pchin-jinem Tiānchí shānrén, znaky 天池山人).

## Život a dílo

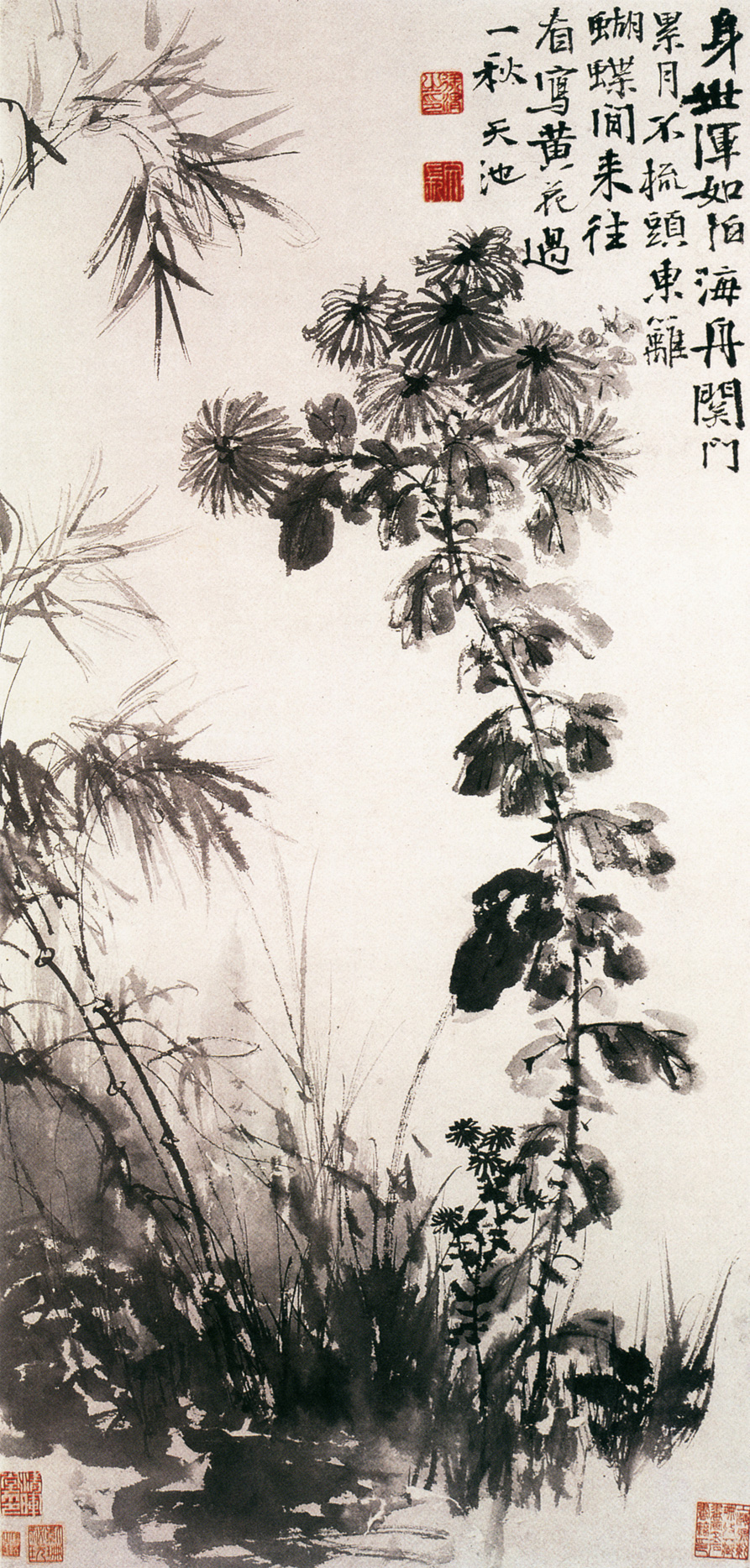
Sü Wej, Chryzantémy a bambus, Liaoning Provincial Museum

Sü Wej se narodil roku 1521, pocházel z Šan-jinu (山阴; dnes Šao-sing v Če-ťiangu). Studoval konfucianismus, roku 1540 byl přijat mezi studenty státní konfuciánské školy, ale u úřednických zkoušek na provinční úrovni osmkrát propadl. Živil se jako učitel a spisovatel, pracoval i jako asistent důstojníků, a od roku 1557 působil pět let jako soukromý sekretář Chu Cung-siena, vrchního velitele cung-tu pro region Nan č’-li a provincie Če-ťiang, Ťiang-si a Fu-ťien. Sü Wej mimo jiné navrhoval vojenské strategie k potření pirátů a banditů sužujících zmíněné provincie, sestavoval propagační texty a memoranda pro vládu v Pekingu. V 50. a 60. letech 16. století získal reputaci úspěšného básníka a malíře, ale i psychicky nevyrovnaného pijáka. Roku 1566 zranil sebe a ubodal svou manželku a byl uvězněn. Po sedmi letech ho pro duševní chorobu propustili. Nepodařilo se mu získat nějaké zaměstnání a byl závislý na mecenáších z řad uměnímilovných úředníků a důstojníků (mimo jiné generála Li Žu-sunga). Dožil v chudobě.

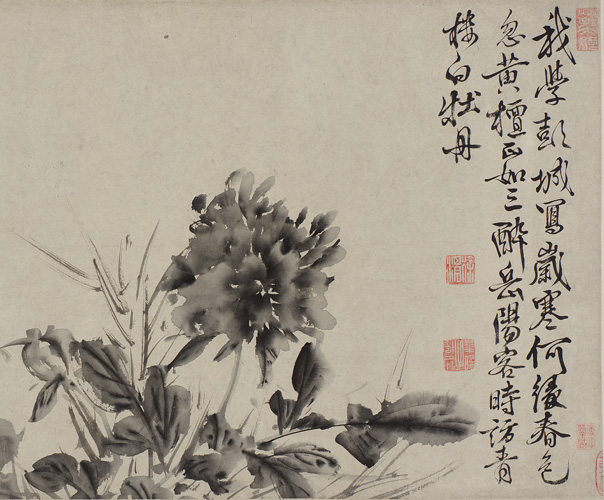
Sü Wej, Dvanáct květin a básně

Jako malíř se věnoval především žánru květin a ptáků. Navazoval přitom na styl takových umělců, jako byli Liang Kchaj, Lin Liang a Šen Čou. Jeho obrazy malované rozmývanou tuší se vymykaly běžné soudobé tvorbě a byly svým způsobem blízké (mnohem pozdější) evropské abstraktní malbě. Jako kaligraf vynikl svým „bláznivým konceptním písmem“ nespoutaným konvencemi. Inspiroval se v něm dílem sungských umělců Su Š’a a Mi Fua.
Měl hluboký vliv na tvorbu čchingských individualistů, Š’-tchaoa a Pa-ta šan-žena, osmi podivínů z Jang-čou z 18. století, ale i moderní umělce, např. Čchi Paj-š’a.
Vedle kaligrafie a malířství byl i úspěšným esejistou a dramatikem, nejslavnějším mingským autorem severních her ca-ťü. Ceněná je jeho nekonvenční série čtyř her S’-šeng jüan (四声猿, „Čtyři zvolání gibbona“).